# Koninklijke Belgische Dambond
De Koninklijke Belgische Dambond (KBDB), in het Frans Fédération Royale Belge du Jeu de Dames (FRBJD), is de nationale dambond van België.

## Geschiedenis
De bond is op 27 november 1927 opgericht als Belgische DamBond. Ze was een van de vier dambonden die in 1947 de FMJD hebben opgericht. 

## Structuur
Voorzitter is Alex Libbrecht met Johan Demasure als secretaris. Ze is aangesloten bij de FMJD en de EDC. 
De bond organiseert jaarlijks in België wedstrijden in het internationale damspel en heeft in 1977 het Europees kampioenschap georganiseerd waarbij de Belg Oscar Verpoest op de gedeelde tweede plaats eindigde. 